# 전한 소제 (3대)
한 소황제(漢 少皇帝, ? ~ 기원전 184년, 재위 : 기원전 188년 9월 - 기원전 184년 8월)는 전한의 제3대 황제이다. 《사기》·《한서》에는 휘가 기록되어 있지 않은데, 근래에 들어 휘가 공(恭)이라는 주장이 있으나 근거는 알 수 없다. 기존 사료에서 '아무개'란 뜻으로 소제를 소제 모(少帝某)라고 표기한 것을, 20세기 초 일본에서 소제 공(少帝恭)으로 잘못 베낀 것이 시초로 여겨진다.

## 생애
혜제와 장황후 사이에 자녀가 없었으므로 양자로 들여서 양육하였으나 일설에는 남의 아이를 데려왔다는 설과 혜제와 신원 미상의 후궁 사이에서 태어났는 설이 전해진다. 어느 설이 정사인지는 불명이지만, 확실한 것은 여태후가 후에 문제가 생기는 것을 염려하여 소제가 태어난 직후 소제의 생모를 몰래 죽였다는 것이다.
기원전 188년, 혜제가 승하하자 여태후가 등극해서 전한 소제가 된다. 여태후는 소제가 어리다는 이유로 정사에 관여하여 여씨 세력의 확장을 위해 여씨들을 왕으로 봉하는 등 폭정을 일삼았다.
기원전 184년, 소제가 성장해서 여태후가 그동안 저지른 과거에 있었던 모든 만행들을 듣고는 여태후에게 복수하고 국가를 개혁할 것을 공공연히 계획하고 있었는데 이 계획을 알게 된 여태후가 대외적으로 "소제가 어렸을 때 머리를 다쳐서 지체장애자가 되었다"라고 공표하면서 그를 유폐시킨 후 아무도 접근하지 못하게 한 후 자객을 보내어 소제를 살해하였다.

## 가족관계
- 아버지 : 전한 제 2대 황제 효혜황제 유영(孝惠皇帝 劉盈, 기원전 210년 ~ 기원전 188년 재위: 기원전 195년 ~ 기원전 188년)
- 어머니 : 효혜황후 장씨(孝惠皇后 張氏)

## 기년
| 전소제 | 서력(西曆)                           | 간지(干支) | 여후(呂后) |
| 원년   | 기원전 188년 10월 ~ 기원전 187년 9월 | 갑인(甲寅) | 원년       |
| 2년    | 기원전 187년 10월 ~ 기원전 186년 9월 | 을묘(乙卯) | 2년        |
| 3년    | 기원전 186년 10월 ~ 기원전 185년 9월 | 병진(丙辰) | 3년        |
| 4년    | 기원전 185년 10월 ~ 기원전 184년 9월 | 정사(丁巳) | 4년        |